# Тамашек
Тамашек је један од туарешких језика. Овим језиком говори око 280000 људи у Малију и Буркини Фасо. У њему постоје два различита дијалекта, Тимбукту (говори се у области око Тимбуктуa) и Тадгхак (говори се у области око града Кидал).
Термин Тамашек (Tamashek, различито од Tamasheq, изворног имена овог језика) се понекад користи и за означавање туарешких језика у целини.